# Lasek Mogilski

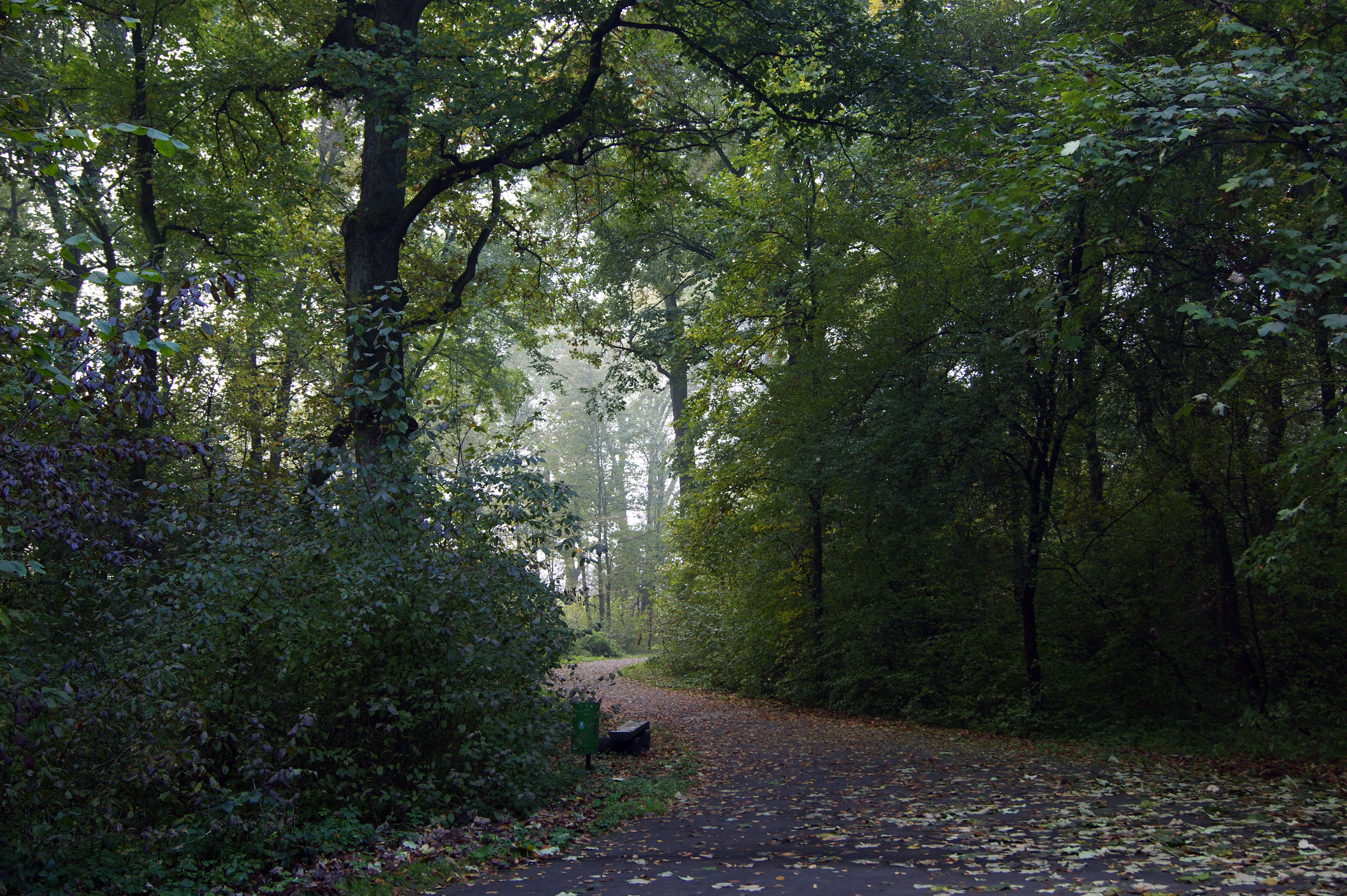
Alejka w Lasku

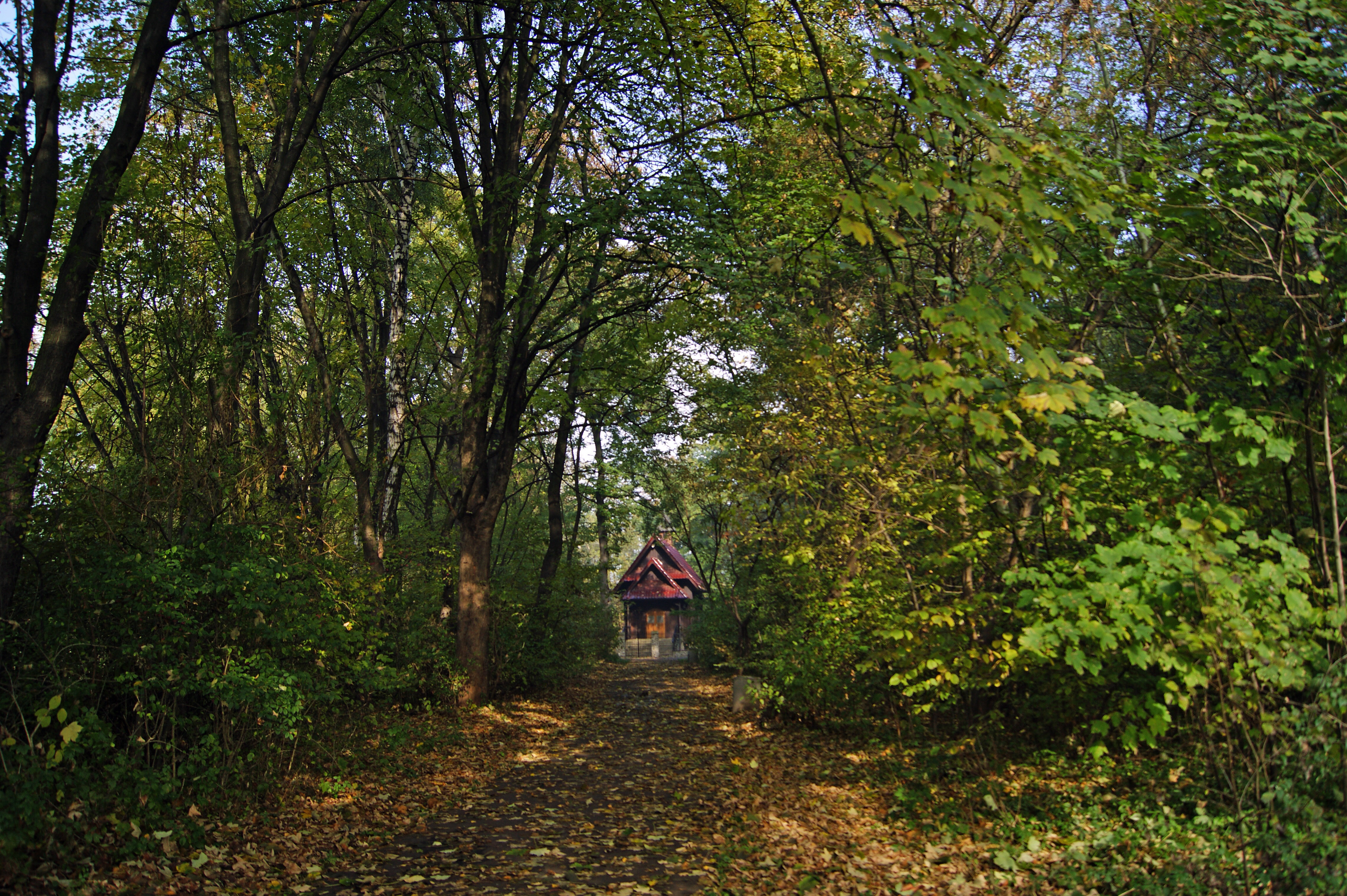
Kaplica

Kaplica

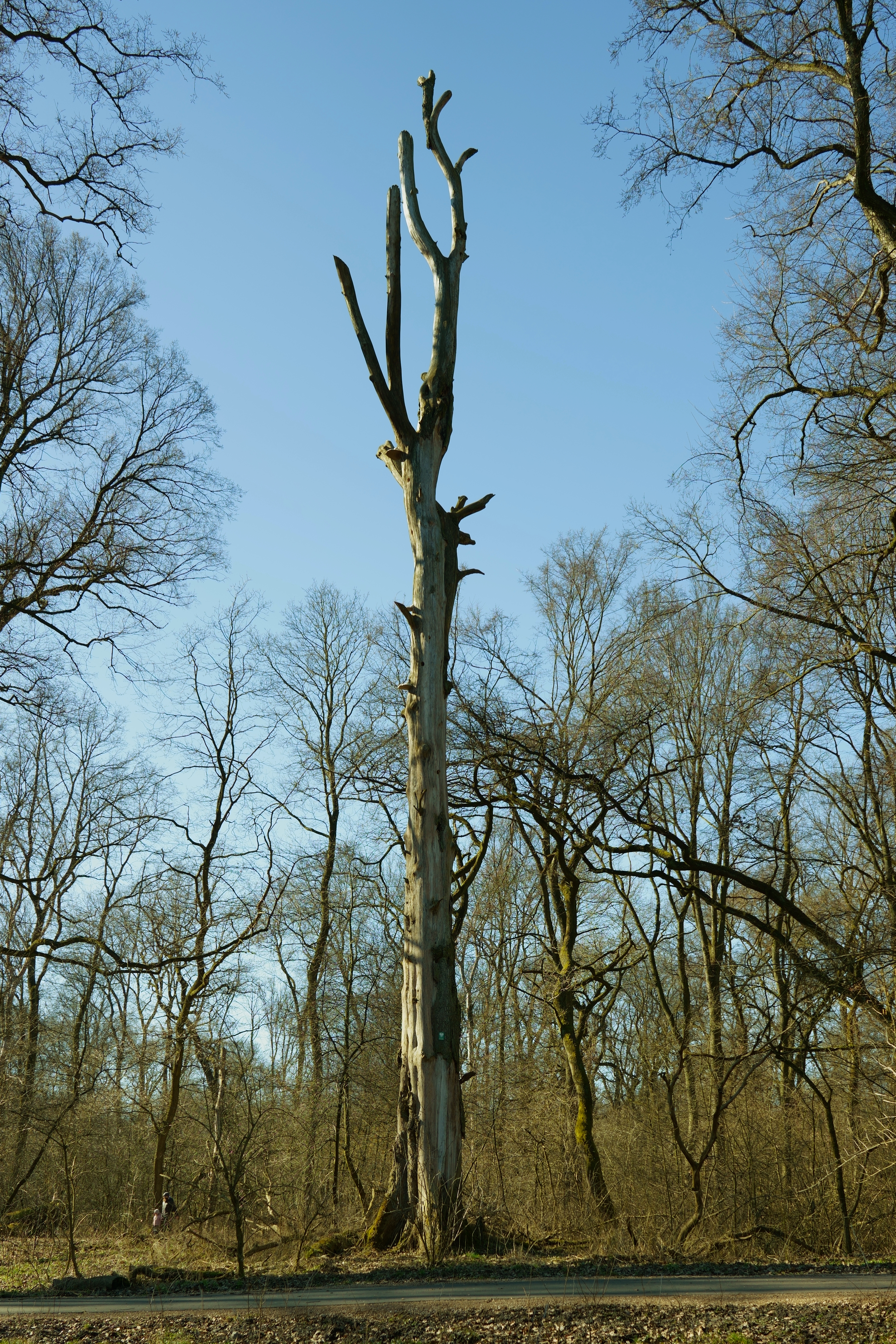
Wiąz szypułkowy. Pomnik przyrody

Lasek Mogilski – obiekt przyrodniczy na terenie Nowej Huty, położony nad Wisłą, u ujścia Dłubni. Jest to jeden z dwóch obszarów leśnych na terenie Nowej Huty (zob. Lasek Łęgowski). Lasek Mogilski wraz z Łąkami nowohuckimi i korytarzem rzeki Dłubni zasilają różnorodność gatunkową Krakowa.

## Lokalizacja
Lasek Mogilski zlokalizowany jest wzdłuż ul. Longinusa Podbipięty, pomiędzy ulicą Klasztorną a ulicą Zakarnie. Zajmuje powierzchnię 24 ha, ma kształt zbliżony do trójkąta, a porośnięty jest głównie wiązem, dębem i jesionem. Stanowi szczątek dawnej podmokłej puszczy, która w piastowskich czasach obejmowała znaczne obszary Polski.

## Historia
- W średniowieczu była to rodowa posiadłość biskupa Iwona Odrowąża, który założył klasztor w Mogile (określany wtedy jako „Ziemia św. Wacława”).
- Od XIII w. Lasek Mogilski stanowił własność klasztoru w Koprzywnicy koło Sandomierza.
- W 1939 roku lasek odkupił pobliski klasztor Ojców Cystersów w Mogile[1].
- W 1950 roku stał się dobrem publicznym[1].
- W latach 70. XX wieku na terenie lasku wybudowano asfaltowe alejki, kilka odcinków szutrowych ścieżek spacerowych, wybudowano amfiteatr, zamontowano ławki i kosze. Amfiteatr obecnie już nie istnieje, kosze i ławki zostały w 2020 roku wymienione[1].

W przeszłości nosił nazwę Kopań (Kopaniec).

## Obiekty
- ruiny amfiteatru
- Kaplica Matki Boskiej Częstochowskiej

## Flora
Las mogilski jest lasem typu łęgowego (łęg jesionowo-wiązowy) występującego nad rzekami, pozostającym w zasięgu wód pochodzących z okresowych powodzi, nanoszących i osadzających żyzny muł. Ponad 100 lat temu powstał wał rzeczny, który uniemożliwia zalewanie terenu. Mimo to jest to dalej las łęgowy z typową strukturą gatunkową. Podczas badań botanicznych prowadzonych w 2011 roku stwierdzono występowanie 112 gatunków roślin naczyniowych, spośród których 35 to gatunki drzewiaste, w tym 20 gatunków drzew i 15 gatunków krzewów.
Wśród najstarszych, ponad 160-letnich drzew przeważają wiązy szypułkowe, nieco mniej jest dębów szypułkowych. Wśród drzew ok. 90-letnich dominuje dąb, występuje też jesion wyniosły oraz w mniejszej ilości wiąz szypułkowy. Domieszkę stanowi lipa drobnolistna, grab, klon pospolity i osika, pojedynczo spotyka się topolę białą. W podroście (ok. 15-letnie drzewa) 1/5 powierzchni zajmuje jesion, niewiele mniej jest wiązów, kolejno jawor, klon pospolity, pojedynczo lipa, a dęby prawie nie występują. W podszycie wyróżnia się następujące gatunki: bez czarny, trzmielina, dereń świdwa, leszczyna pospolita, kruszyna, czeremcha zwyczajna. W runie występują: ziarnopłon wiosenny, złoć żółta, zawilec żółty, czyściec leśny, kostrzewa olbrzymia, kokorycz pusta, czartawa pospolita, niecierpek pospolity, czosnaczek pospolity, kuklik pospolity, bluszczyk kurdybanek, przytulia czepna, kokorycz pełna, miodunka ćma, czworolist pospolity, kopytnik pospolity i podlegający ochronie gatunkowej czosnek niedźwiedzi (niewielkie stanowisko w drzewostanie dębowym jest prawdopodobnie jedynym stanowiskiem tego gatunku w Krakowie).

Na terenie lasu udokumentowano 31 gatunków synantropijnych, wśród nich 5 obcego pochodzenia o charakterze inwazyjnym jak: dąb czerwony, orzech włoski, klon jesionolistny, kasztanowiec pospolity i robinia akacjowa.
W badaniach stwierdzono obecność tylko 11 gatunków grzybów wielkoowocnikowych, wśród których 3 gatunki: boczniak łyżkowaty, twardziak muszlowy i pochwiak jedwabnikowy, to gatunki z Czerwonej Listy.

## Pomniki przyrody
Na terenie Lasu Mogilskiego znajduje się sześć pomników przyrody (stan na 2020 rok): dwa dęby szypułkowe – obwód pnia w pierśnicy 353 cm i 372 cm, trzy wiązy szypułkowe – obwód 353 cm, 436 cm i 391 cm, jeden jesion wyniosły o obwodzie 254 cm. Drzewa te zostały wpisane do rejestru w 2010 roku.
Jeden z wiązów o obwodzie 391 cm wiosną 2019 roku obumarł – utracił ostatnie ulistnienie, niewielkie gałęzie w dolnej części pnia oraz korę. Ze względu na bezpieczeństwo przechodniów zredukowano mu konary. Obecnie służy jako siedlisko nietoperzy, ptaków gł. dziuplaków i owadów.

## Fauna
W Lasku Mogilskim stwierdzono występowanie 40 gatunków ptaków. 33 z nich gniazduje na terenie lasu, 5 w bezpośrednim sąsiedztwie. Słonka zwyczajna spotykana na uroczysku jest tu przelotnie, gawron traktuje las jako noclegownię.
Najcenniejszymi ptakami lęgowymi są: dzięcioł zielonosiwy, dzięcioł średni i muchołówka mała. Te trzy gatunki są wymienione w załączniku I Dyrektywy Ptasiej. Występują tu także: dzięcioł duży, dzięcioł zielony, muchołówka żałobna, bogatka zwyczajna, modraszka zwyczajna, sikora uboga, kowalik zwyczajny, pełzacz leśny, puszczyk zwyczajny i rudzik.
Znajdują się tu również ssaki: borowiec wielki, zając szarak, wiewiórka pospolita, lis pospolity, kuna domowa, łasica pospolita, sarna europejska i jeż wschodni, karlik większy, karlik drobny, mroczek pozłocisty i bliżej nieokreśleni przedstawiciele rodzaju nocek.
Spośród gadów i płazów zaobserwowano tylko 2 gatunki: zaskrońca i żabę trawną.

Bezkręgowce reprezentują: trzmiel kamiennik, trzmiel rudy, trzmiel ziemny, trzmiel łąkowy, biegacz skórzasty, biegacz gładki, biegacz Ulrichiego. W lesie występuje także ok. 115 gatunków muchówek, w tym ponad 40 saproksylicznych (czyli związanych z rozkładem drewna obumierających drzew lub ich części).
Cennymi gatunkami są także: pachnica dębowa (gatunek objęty ochroną ścisłą, wyszczególniony jako priorytetowy w Załączniku II Dyrektywy Siedliskowej UE), kwietnica okazała i tęgosz rdzawy (gatunki chronione).

## Zagrożenia i działania przeciwdziałające degradacji środowiska
Las Mogilski od lat zmaga się z holenderską chorobą wiązów (zwaną też grafiozą), która atakuje nawet stuletnie drzewa. Jest to choroba wywołana przez grzyby Ophiostoma ulmi, przenoszona przez chrząszcze: ogłodka wiązowca i ogłodka wielorzędowego, oba występujące w Lesie Mogilskim. U porażonych drzew więdną i usychają liście oraz całe gałęzie. Młode drzewa obumierają już w ciągu roku, starsze w ciągu kilku lub kilkunastu lat.
Leśnicy z Zarządu Zieleni Miejskiej, którzy opiekują się terenem podejmują różne działania ratujące drzewa. Od 2016 roku każdej wiosny zbierane są nasiona z najokazalszych drzew i wysiewane w szkółce leśnej. Wyhodowane tam sadzonki mają skład genetyczny przystosowany do lokalnych warunków i prawdopodobnie większą od sadzonek z naturalnego odnowienia odporność na chorobę. Sadzonki te są sadzone wspólnie z mieszkańcami w lukach po wypadniętych drzewach. Leżące martwe kłody drzew, o ile tylko nie stanowią posuszu czynnego, czyli zasiedlonego przez ogłodki, są pozostawiane w lesie do ich całkowitego rozkładu i stanowią podłoże dla naturalnych siewek drzew. W celu ograniczenia liczebności ogłodków odpowiedzialnych za rozprzestrzenianie się grafiozy wiązów stosuje się wykładanie pułapek feromonowych na te owady, z równoczesnym monitoringiem stanu zdrowotnego wiązów.

Zagrożone są także jesiony (przede wszystkim młode), głównie przez mikroskopijnego grzyba nieposiadającego dotychczas polskiej nazwy – Hymenoscyphusfraxineus. Ze względu na to zagrożenie od blisko 10 lat nie wprowadza się jesionu w ramach odnowień sztucznych. Obserwowana jest natomiast powolna sukcesja odnowień naturalnych, pochodzących z samosiewu. Na nowych sadzonkach nie obserwuje się oznak choroby, prawdopodobnie na skutek rozproszenia drzewek, które są obserwowane.
Kolejnym niekorzystnym czynnikiem jest zjawisko miejskiej wyspy ciepła. Powoduje to zwiększenie liczby wkraczających do Lasu Mogilskiego obcych gatunków inwazyjnych. Gatunki takie jak poziomkówka indyjska, która pojawiła się płatowo w lesie jest sukcesywnie likwidowana jako zagrożenie dla roślin charakterystycznych dla tego siedliska. Podobne działania są też stosowane względem innych obcych roślin, zwłaszcza wobec orzecha, nawłoci i winobluszczu.
Obcym gatunkiem inwazyjnym jest też ślimak ślinik luzytański, który coraz liczniej pojawia się na terenie lasu wśród roślinności gł. runa leśnego. Zaburza on równowagę w środowisku przyrodniczym i stanowi konkurencję dla rodzimego gatunku, ślimaka winniczka.
Zagrożenia dla lasu potęgują zmiany klimatyczne i obniżenie poziomu wód gruntowych związane z obwałowaniem Wisły i odwadnianiem zawala pomiędzy osiedlem Lesisko a ujściem Dłubni. W następstwie niekorzystnych zmian stosunków wodnych łęg jesionowo-wiązowy łatwo ulega przemianie w kierunku zbiorowisk grądowych. Osuszenie terenu zwiększa też podatności drzew na choroby.
Las Mogilski w dokumencie „Kierunki Rozwoju i Zarządzania Terenami Zieleni w Krakowie na lata 2019–2030” przyjętym Zarządzeniem Prezydenta Miasta Krakowa we wrześniu 2019 roku został wskazany jako stanowisko z ekosystemem zasługującym na ochronę w formie użytku ekologicznego.